# 蠃魚

蠃魚圖，出自《古今圖書集成·博物彙編·禽蟲典·第一百四十九卷》

蠃魚，中國神話中的异魚類，有魚的身體，但是鳥的翅膀，叫聲像鴛鴦，產於濛水。具有警示作用，發現其出沒時，代表大水將至，須儘速避難。记载于《山海經·西山經》：

## 相關
- 中國妖怪列表
- 山海經·西山經